# Friendship, Maryland
Friendship är en ort i Anne Arundel County i delstaten Maryland, USA.